# N DECODE
현대 N DECODE는 현대자동차의 고성능 브랜드 N에 적용되는 기술의 일람이다.

## 개요
현대 N DECODE(N 디코드)는 아반떼/엘란트라 N 런칭 이후 현대자동차가 N 모델에 적용한 고성능 특화 기술의 일람이다. 일반 모델에서 제작단가의 상승 혹은 차량의 성격상 적용하지 못했던 고성능 및 퍼포먼스 모델에 적용한 새로운 기술로서 이전에 발표된 N 모델에도 이와같은 기능과 기술이 일부 적용되었고 N DECODE 기술을 모두 적용한 모델은 아반떼/엘란트라 N이다.

## N DECODE 기술 목록
- AG(Air Guide, 에어 가이드)

제동 중에 발생하는 열을 식히기 위해 아반떼 N에는 에어 가이드가 적용됐다. 에어 가이드는 전방에서 유입되는 공기가 브레이크 쪽으로 직접 향해 제동 시 발생하는 열을 식혀줘 제동 성능을 향상시킨다. 이 에어 가이드는 현대자동차의 모터스포츠 경험에서 비롯된 기술이다.
- DCH(Dust Cover cooling Hole, 더스트 커버 쿨링 홀)

아반떼/엘란트라 N에는 더스트 커버가 적용됐고, 그 더스트 커버는 크기를 최소화시키면서도 냉각 성능 저하가 없도록 주요 부분에 구멍을 뚫어서 적극적인 브레이크 냉각 성능 향상을 추구하기 위해 적용됐다.
- LBD(Larger Brake Disc, 대구경 브레이크 디스크)

브레이크 크기를 키워 확실한 제동성능의 향상을 이뤘다. 아반떼/엘란트라 N에는 360mm로 증대된 디스크가 적용됐고 이와 함께 부스터의 크기도 키워 열용량과 제동 성능도 향상시켰다. 더 넓어진 타이어까지 적용돼 아반떼 N의 제동성능은 동급 최고 수준을 달성함과 동시에 별도의 개조나 튜닝이 없어도 서킷 주행이 충분히 이루어 질 수 있는 N-3DNA의 기조를 따르고 있는 부분이다.
- HBP(High friction Brake Pad, 고 마찰 계수 브레이크 패드)

브레이크 패드의 마찰 계수와 FADE(페이드)에 대응하기 위해 개선된 소재가 적용된 브레이크 패드가 적용돼 고속 제동 시 브레이크 반응성을 극대화하고 동일한 수준의 제동력을 지속적으로 발휘할 수 있도록 했다.
- PF(Pre-Fill, 프리 필)

지속적인 브레이킹 상황, 혹은 급작스러운 제동 상황은 브레이크 성능의 한계치를 넘어서는 상황을 연출하기도 한다. 이를 보완하고 미연에 방지하기 위해서 아반떼/엘란트라 N에는 브레이크 유압을 미리 채워 제동 응답성을 높여 즉각적인 제동을 가능하도록 구현했다.
- CO(Creep Off, 크립 오프)

변속기 D 모드에서 브레이크를 밟지 않더라도 차량이 움직이지 않도록 동력을 차단하는 기능이며 일반적인 차량에 적용되는 자동화 수동변속기(DCT)임에도 부드러운 발진을 위해 의도적으로 Creep 동작을 구현하는 것과는 반대의 개념이다. 레이스에서 정지 상태 출발 시 브레이크를 밟지 않고도 그리드 대기가 가능하도록 하기 위한 기능이다.
- LB(Left foot Braking, 왼발 브레이킹)

가속 페달과 브레이크 페달을 동시 조작 시 제동이 우선시 되는 브레이크 오버라이드 기능을 해제 시켜서 트랙과 같은 한계 주행이 필요한 상황에서 브레이크와 가속 페달 조작이 동시에 허용되도록 만들어 주는 기능이다. 이는 오조작으로 인한 사고를 방지하기 위한 브레이크 오버라이드 기능이 해제되는 만큼 까다로운 작동 조건이 요구한다. 1. 스포츠 및 N 모드 2. ESC 비활성화 3. 변속레버 수동모드 등 모든 조건이 만족될 시에만 활성화 된다.
- FP(Flat Power, 플랫 파워)

최대 출력이 발휘되는 시점이 고정된 개념에서 벗어나, 고 RPM 영역에서 발휘되는 최대 출력을 넓은 범위의 RPM 구간에서 지속시켜 빠른 엔진 반응성을 보이도록 만들어주는 기술이다.
- NPS(N Power Shift, N 파워 시프트)

DCT 모델에 한정되어 적용된 사양으로 고단 변속 시 엔진 토크를 ECU에서 최대치로 구현하여 가속 성능 향상과 의도된 변속 충격으로 레이스카와 같은 역동적인 변속감을 제공한다.
- NTS(N Track Sense Shift, N 트랙 센스 시프트)

스티어링 타각 및 스로틀 개도량을 차량이 파악하여 트랙 주행 여부를 자동으로 감지하여 직선 및 코너 구간에서 최적의 기어와 변속 타이밍을 구현하는 기술로서 회전수를 보상하는 기본적인 개념의 레브 매치에서 벗어나 능동적이고 적극적인 엔진 회전수의 보정 및 가속을 구현하는 기술이다. 이를 통해 불필요한 변속을 최소화 함과 동시에 최적 RPM 주행을 유도하여 트랙 주행시 기록 단축 및 즐거움을 향상하는 기능을 지원한다.
- SPD(Shift Pattern Differentiation, 주행 모드별 시프트 패턴 차별화)

운전자가 선택한 주행 모드 별 변속 패턴을 달리해 각 모드와 운전자 필요에 따른 최적의 변속이 가능하다.
- NGS(N Grin Shift, N 그린 시프트)

NGS 모드가 활성화되면 엔진 회전수의 가용범위 내의 최저단으로 기어가 즉시 변속됨과 동시에 20초 동안 오버 부스트 모드(0.2bar)가 활성화돼 최고출력이 10마력 더 높아진다. 이 기능은 NPS와 함께 작동되며 기존 3분에서 40초로 크게 낮아진 작동 간격으로 인제 스피디움 기준으로는 매 랩당 최소 1회 이상 NGS 기능 활성화가 가능하다.
- LC(Launch Control, 런치 컨트롤)

정지상태의 가속시 타이어 공전을 방지함과 동시에 가속력 최적 제어와 클러치 제어 최적화를 통하여 최적의 가속력을 발휘하게 만드는 런치 컨트롤 기능을 구현한다. 이를 통해 일반적인 가속보다 0-100km/h의 가속 시간이 0.3초 더 단축되었다.
- TO(Turbine Optimization, 터빈 최적화)

터빈의 크기를 기존 47mm에서 52mm로 증대시켰고 터빈의 유로도 10㎟에서 12㎟로 확장시켜 엔진의 성능이 향상됐다.
- ETM(Engine TM Mout, 엔진 TM 마운트)

엔진 및 변속기 마운트에 스톱퍼의 크기를 증대함과 동시에 형상 최적화를 구현하여 핸들링 응답성을 향상시키고 불필요한 롤과 요 모먼트 거동도 최소화시키는 것을 추구하는 기능이다.
- REV(Rev Match, 레브 매치)

주행 중 운전자의 변속 조작에 맞추어 엔진 회전수와 변속기 기어의 회전수를 일치시켜 모터스포츠 테크닉중 하나인 힐앤토 기술을 차량이 시스템적으로 구현한다. 이를 통해 변속 충격을 감소시키고 변속 조작에서 발생하는 불필요한 거동도 최소화 한다.
- TSC(Torque Steer Control, 토크 스티어 컨트롤)

급 가속시 구동되는 드라이브 샤프트의 좌우 길이 차이로 발생하는 스티어링 휠의 과도한 비정상 쏠림 현상을 방지하여 안정적인 주행감을 구현한다.
- SSM(Steering Solid Mounting, 스티어링 솔리드 마운팅)

조향 응답성을 개선하기 위해 서브 프레임과 R-MDPS 시스템이 일체화되어 스티어링 응답성은 물론 고속주행 및 카운터 조타도 개선됐다.
- 4BE(4 points underbody Enhancement, 4 점 연결 언더바디 강화)

차체 하부에 보강재를 적용해 차체 강성 확보와 R&H(라이드&핸들링)의 성능도 극대화됐다.
- RSB(Rear Stiff Bar, 리어 강성바)

4BE와 마찬가지로 R&H 성능을 극대화하기 위해 H 형태의 빨간색 리어 스티프바가 기본 적용돼 기본 모델보다 29% 더 향상된 비틀림 강성을 확보했다.
- 4SR(4 point Strut Ring, 4 점식 연결 스트럿 링)

모터스포츠에서 사용하는 스트럿 링 구조를 통해 서스펜션과 차체를 4점식으로 연결하여 횡강성 및 입력점 강성을 증대시켰다.
- IDA(Integrated Drive Axle, 통합형 드라이브 액슬)

WRC 랠리카의 일체형 액슬을 참조한 기술을 접목하여 횡강성 향상 및 한계 주행 성능을 개선했다. 이와 함께 약 1.73kg의 대당 무게 절감(현가하질량) 개선효과와 함께 NVH의 품질도 개선됐다.
- DCB(Dual Compound Bush, 듀얼 컴파운드 부시)

극한의 주행시 필요한 성능만 고려한 부시를 적용하면 일상적인 주행영역에서는 불쾌감이 커질 것이다. 이를 해소하기 위해 아반떼/엘란트라 N의 컴파운드 부시에는 두 가지 다른 특성을 적용시켰다. 승차감에 영향을 미치는 전후 방향에는 부드러움을 핸들링에 영향을 미치는 좌우 방향에는 단단함을 부여해 승차감과 핸들링까지 최적화했다.
- TFM(Torque Feedback R-MDPS, 토크 피드백 R-MDPS)

R-MDPS에 토크 피드백 로직을 새롭게 적용하여 일상영역을 비롯한 스포츠 주행 조건에서 조타 시 일관성과 정밀도를 개선했다. 덕분에 극한의 코너링 상황에서도 정확한 조향이 가능하다.
- ECS(Electronic Controlled Suspension, 전자제어 서스펜션)

아반떼/엘란트라 N에는 2세대 ECS가 적용됐다. 이전까지의 ECS의 개념에서 벗어나 2세대 ECS는 속력, 운전자 제어, 노면 상태 또는 주행 모드에 따라 감쇠력을 조정하여 더 나은 주행 성능을 보장한다. 넓은 서스펜션 세팅 범위는 일상부터 서킷까지 주행을 가능하게 한다.
- ELSD(Electronic Limited Slip Differential, E-LSD)

E-LSD 기술이 적용된 N Corner Carving Differential(N 코너 카빙 디퍼렌셜)은 좌우 바퀴의 구동력 최적 제어를 통해 언더스티어를 최소화하여 선회 주행 성능을 향상시키며 구동력 손실도 보완한다.
- NES(N Electronic Stability Contol, N 전자 자세제어 장치)

N 모델에 적용되는 전용 Electronic Stability Control 로직은 일반적인 차량에서는 제어/통제의 영역으로 규정짓는 코너링시 오버스티어에 의한 리어 슬라이딩을 가능하게끔 허용함으로서 선회 주행 시 코너에서의 스릴과 재미를 극대화해준다.
- AK(Aluminum Knuckle, 알루미늄 너클)

최적의 움직임을 위해 아반떼/엘란트라 N에는 알루미늄 너클이 적용됐다. 덕분에 더욱 정교한 움직임을 선보인다.
- GB(G-Bush, G-부쉬)

날카롭고 정확한 핸들링 성능을 위해 로어 암 부시가 최대 한계치까지 강화됐다. 이는 타이어 폭 증대에 따른 승차감 마진까지 활용한 퍼포먼스 향상 중 일부다.
- DA(Duct-Style airguard, 덕트 스타일 에어가드)

아반떼/엘란트라 N에는 덕트형 에어가드가 적용돼 라디에이터 냉각 성능이 극대화됐다. 이와 함께 공력, 연비, 최고 속도까지 개선됐다.
- RRC(Rear Resonance Control, 후륜 공진 제어)

차체 후륜 멤버에 공진 제어기가 적용돼 노면 소음과 진동이 개선돼 뒷좌석에 편안함을 제공한다.
- UBS(Upshift Bang Sound, 업시프트 뱅 사운드)

고단으로 기어 변속 시 감성적인 만족도를 위해 엔진 부분 기통 연료컷 및 능동가변배기 제어가 적용됐다. 덕분에 모터스포츠에서 들을법한 역동적인 변속 사운드를 아반떼/엘란트라 N에서 경험할 수 있다.
- NSE(N Sound Equalizer, N 사운드 이퀄라이저)

아반떼/엘란트라 N부터 적용되는 N 사운드 이퀄라이저는 가상 엔진 사운드로 운전자는 스포티, 하이 퍼포먼스, TCR 모드 중 원하는 사운드를 선택할 수 있다. 또한 개인 취향대로 음역별 세부 사항 조정이 가능한 이퀄라이저 기능도 함께 적용된 진화된 가상 엔진 사운드다.
- LVE(Linear Variable Exhaust Valve System, 선형 제어 가변배기 시스템)

N 모델의 배기음은 매 순간 최적의 사운드를 제공하기 위해 기존 벨로스터N의 3단 제어 밸브에서 0에서 100까지 모든 각도로 제어가 가능한 선형 제어 밸브 시스템으로 변경됐다. 노멀 모드에서는 공회전 시 부밍음 저감되고, 동시에 N모델 특유의 압도적인 사운드는 유지시켜 운전자의 즐거움을 극대화 할 수 있다.
- 3BS(3 Bridged Spoiler wing, 3 브릿지형 스포일러 윙)

아반떼/엘란트라 N에는 윙 타입 스포일러가 적용됐고 이를 통해 기본 모델 대비 1.25배 높은 다운 포스를 형성할 수 있게 됐다. 높아진 다운 포스는 고속 주행 시 안정성과 코너링 시 빠른 코너 탈출을 가능하게 한다.
- UBO(UnderBody Optimization, 언더바디 옵티미제이션)

주행 시 차체 하부로 유입되는 공기의 흐름 개선을 통해 고속 주행 밸런스를 강화했다.
- LW(Low & Wide design, 로우 앤 와이드 디자인)

반광 블랙펄의 전면부와 립 스포일러, 리어 디퓨저, 넓어진 타이어의 조합은 아반떼/엘란트라 N의 ‘로우 앤 와이드(Low & Wide)’ 자세를 더욱 극대화한다.
- LSP(Lowest Seat Position, 하향형 시트 포지션)

아반떼/엘란트라 N은 N 라이트 버킷 시트 적용 시 기본 모델 대비 10mm 낮아진 시트 포지션을 구현해 무게중심고를 낮추고 자동차와 운전자의 일체감을 향상시킨다.
- RSR(Rear Seat Roominess, 리어 시트공간 확대구조)

아반떼/엘란트라 N은 동급 최고의 공간성을 구현해 실용성과 편의성을 확보했다. 특히 N 라이트 버킷 시트 적용 시 시트 백 두께가 50mm 더 축소돼 더 넓은 2열 거주공간 확보가 가능하다.
- WT(Wider Tire, 광폭형 타이어)

아반떼/엘란트라 N에는 전용으로 설계된 245/35ZR/19 사이즈의 미쉐린 파일럿 스포츠 4S 타이어가 기본 적용돼 강력한 코너링 성능에 일조한다.
- LDI(Lightweight Direct Intake, 경량화 및 효율개선의 흡기장치)

흡기효율의 개선을 위해 재설계된 에어 인테이크 시스템은 흡압을 10.6% 개선했을 뿐만 아니라 895g의 무게도 절감시켰다.
- NI(New Infotainment system, 뉴 인포테인먼트 시스템)

아반떼/엘란트라 N에 적용된 신규 인포테인먼트 시스템은 다양한 주행 정보를 운전자에게 가독성 있게 보여준다. 트랙에서는 운전자의 위치를 추적해 자동으로 실시간 주행 정보를 기록한다.
- HNA(Hyundai N App, 현대 N 앱)

현대 N 앱은 속력, 랩타임 G-포스 등 다양한 종류의 주행 데이터를 저장하고 분석한다. 또한 국내 소재 서킷 별 랭킹 시스템을 적용해 다른 사람들과 기록 비교를 게임처럼 할 수 있다. 주행 스킬의 향상도 기대할 수 있다.(대한민국 한정)

## N DECODE 기술 적용 차량

### N 차량
- i30 N (2017-)
- 벨로스터 N (2018-)
- i20 N (2020-)
- 코나 N (2021-)
- 아반떼 N (2021-)

## 같이 보기
- 현대자동차
- 현대 N
- 아반떼 N
- i30 N
- 코나 N
- 벨로스터 N
- i20 N
- N 2025 비전 그란 투리스모